# المحاميد البحرية
قرية المحاميد البحرية هي إحدى القرى التابعة لمركز أرمنت في محافظة الاقصر في جمهورية مصر العربية. حسب إحصاءات سنة 2006، بلغ إجمالي السكان في المحاميد البحرية 5588 نسمة، منهم 2874 رجل و2714 امرأة.